# Henry Courtenay, 1:e markis av Exeter
Henry Courtenay, 1:e markis av Exeter, född cirka år 1496, död den 9 januari 1539 var äldste son till William Courtenay, 1:e earl av Devon och Katarina av York. Hans morföräldrar var Edvard IV av England och Elizabeth Woodville. Han var riddare av Strumpebandsorden och medlem av kungens Privy council.
Genom sin mor var Courtenay kusin till Artur, prins av Wales, Margareta Tudor, Henrik VIII av England, Mary Tudor och Edmund Tudor, hertig av Somerset.

## Biografi
När Henry föddes var hans farfar fortfarande earl av Devon och hans far var närmaste arvtagare. År 1504 anklagades dock den 1:e earlen av Devon för att ha brevväxlat med Edmund de la Pole, 3:e hertig av Suffolk, den som hade de starkaste tronanspråken för huset Yorks räkning, vilket innebar att earlen av Devon fråntogs sin titel och spärrades in i Towern. Henry hade därmed förlorat chansen att ärva titeln.
Henrik VII dog den 21 april 1509 och ätten Courtenay erhöll kunglig förlåtelse av hans son, Henrik VIII. Både Henry Courtenays far och farfar dog före 1511. Kungen tillät då Henry att återuppta titeln earl av Devon. Han återfick även de av ättens egendomar som tidigare hade beslagtagits av kronan. År 1513 visade han sin tacksamhet genom att tjäna under kungen i kriget mot 
Ludvig XII av Frankrike. Därefter visades han ytterligare kunglig gunst, han blev medlem av Privy council i maj 1520 och fick även ingå i kungens uppvaktning vid mötet på Gyllenduksfältet i juni 1520. 1525 upphöjdes han till markis av Exeter.
Courtenay bistod kungen i kungens stora ärende, det vill säga skilsmässan från Katarina av Aragonien. Han var även ett av de befäl som tillsammans med Charles Brandon, 1:e hertig av Suffolk slog ner upproret Pilgrimage of Grace.
1538 arresterades Courtenay, tillsammans med sin hustru Gertrude Courtenay och son, efter att det upptäckts att han brevväxlat med Reginald Pole och konspirerat om tronföljden. Han dömdes till döden och halshöggs den 9 januari 1539.
Courtenays hustru släpptes fri år 1540, och hon blev sedan nära vän med Maria I av England. Courtenays son släpptes först 1553, då Maria blivit drottning.